# 2-es busz (Szeged)
A szegedi 2-es jelzésű autóbusz Makkosház és az újszegedi Erdélyi tér között közlekedett. A város egyik legforgalmasabb és egyik legsűrűbben közlekedő autóbuszos viszonylatát a Tisza Volán Zrt. üzemeltette. A hosszú üzemidejű, állandó autóbuszviszonylat üzemideje 4:35-től 23:30-ig volt. A reggeli és a délutáni csúcsidőben 10, míg csúcsidőn kívül 20 perces követési idővel közlekedett. Szabad- és munkaszüneti napokon kora reggel és késő este 30, míg napközben 20 percenként közlekedett. A 2-es villamos beindítása miatt 2012. március 3-án lerövidült, és 72-es viszonylatszámmal közlekedett tovább. A 72-es 2016. június 16-tól a SZILK-ig közlekedik, a 72A betétjárata pedig a korábbi 72-es vonalán a Mars térig, illetve később bizonyos menetek az ELI-ig közlekedtek.

## Története
A 2-es busz eredetileg egy tervezett trolibuszvonal utazási igényét felmérő próbajáratként kezdett el üzemelni 1985-ben, a maitól sok szempontból különböző útvonalon. Ebből adódik, hogy ez a vonal az egyetlen olyan autóbuszvonal, amely nem illeszkedik a Tisza Volán decentrumalapú számozási rendszerébe.
Az eredeti járat a Vértói út – Rókusi körút – Kossuth Lajos sugárút – Stefánia – Belvárosi híd útvonalon közlekedett, innen a maival megegyező útvonalon haladt az Erdélyi térig. 1985-től 1998. április 1-jéig a Szegedi Közlekedési Kft. üzemeltette a vonalat saját – a Budapesti Közlekedési Zrt. buszaival megegyező színű – sötétkék fényezésű autóbuszaival. 1998-ban a viszonylat és a buszok is átkerültek a Tisza Volánhoz (az SZKT egykori buszai közül még négy közlekedik a Tisza Volán helyi állományában, több pedig helyközi forgalomba került).
Ezt követően 1999. november 15-én a Vértói végállomás helyett az útvonalát meghosszabbították Makkosházáig. 2001-ben mintegy fél évig rövidített útvonalon, az újszegedi víztoronyig közlekedett, az újszegedi csatornázási munkák miatt. Ez volt az utolsó alkalom, hogy menetrend szerinti busz használta az újszegedi Víztorony végállomást, egészen 2016-ig. A csatornázási munkák után visszaállt a korábbi útvonalára. 2001. október 6-tól a 2A jelzésű betétjárata is közlekedett az újszegedi szakaszon.
A 2A sok szempontból eltért a klasszikus betétjáratoktól, hiszen épp a csúcsidőn kívül, illetve szombatonként közlekedett, az akkor még csúcsidőn kívül csak 30 percenként közlekedő 2-est sűrítve. A 2A másik érdekessége volt, hogy nem Anna-kút – Stefánia, hanem Mars tér–Széchenyi tér irányban közlekedett. A 2004-es átszervezést követően a 2-es és a 2A megegyező útvonalon közlekedett a belvárosi szakaszon. 2004. szeptember 1-jétől megszűnt a 2A viszonylat és a 2-es Anna-kúti, stefániai szakasza. Azóta a 2-es a Mars tér – Széchenyi tér érintésével közlekedett.
A 2-es busz a 2-es villamos átadása miatt 2012. március 3-tól Mars tér – Makkosház szakaszon megszűnt, míg a Mars tér – Erdélyi tér viszonylaton 72-es autóbuszjárat közlekedik.

## Megállóhelyei
| 0  | Makkosház végállomás              | 30 |
| 1  | Ipoly sor                         | 29 |
| 3  | Makkosházi körút                  | 28 |
| 4  | Vértó                             | 26 |
| 5  | Rókusi II. számú Általános Iskola | 25 |
| 6  | Rókusi víztorony                  | 23 |
| 7  | Kisteleki utca                    | 22 |
| 8  | Vásárhelyi Pál utca               | ∫  |
| 9  | Damjanich utca                    | 21 |
| 10 | Rókusi templom                    | 19 |
| 12 | Mars tér (Nagykörút)              | 17 |
| 13 | Bartók tér                        | ∫  |
| ∫  | Centrum Áruház                    | 16 |
| 15 | Széchenyi tér                     | 14 |
| 18 | Torontál tér (P+R)                | 12 |
| 19 | Sportcsarnok                      | 10 |
| ∫  | Fő fasor                          | 8  |
| 21 | Közép fasor                       | 7  |
| 22 | Újszeged, víztorony               | 6  |
| 23 | Radnóti utca                      | 5  |
| 25 | Thököly utca                      | ∫  |
| 26 | Cinke utca                        | 4  |
| 27 | Pipiske utca                      | 3  |
| 28 | Hargitai utca                     | 2  |
| 29 | Pinty utca                        | 1  |
| 30 | Erdély tér végállomás             | 0  |